# Armin Mueller-Stahl
Armin Mueller-Stahl (Tilsit, Rússia, 17 de dezembro de 1930) é um actor alemão.

## Obras

### Ator
- Fünf Patronenhülsen (1960)
- Nackt unter Wölfen (1963)
- Lola (1981)
- Die Sehnsucht der Veronika Voss (1982)
- L'Homme blessé (1983)
- Grande Plano (1985)
- Music Box (1989)
- 12 Angry Men (1997)
- Jesus (1999)
- O Mestre da Vida (2006)
- Eastern Promises (2007)
- Anjos e Demónios (2009)

### Direção
- Gespräch mit dem Biest – Conversation with the Beast (1996)